# جوزيف هوبير هارت
جوزيف هوبير هارت (بالإنجليزية: Joseph Hubert Hart)‏ هو كاهن كاثوليكي أمريكي، ولد في 26 سبتمبر 1931 في كانساس سيتي في الولايات المتحدة.